# مرزها و استحکامات نظامی روم

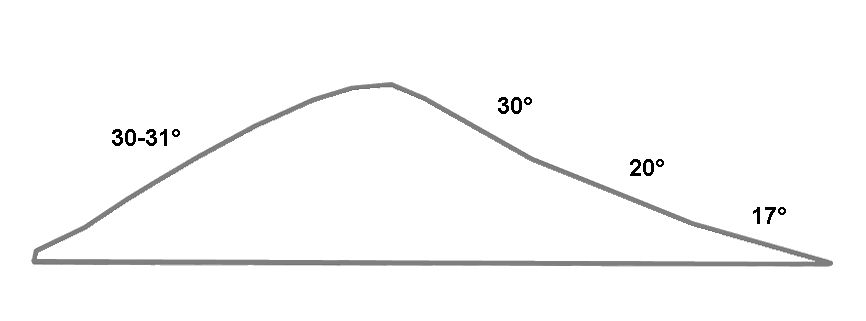
سطح مقطع ترانشه رومی بزرگ ترانشه رومی بزرگ در نزدیکی باچی جارک - مقطع شماتیک

مرزها و استحکامات نظامی روم (انگلیسی: Roman military frontiers and fortifications) بخشی از یک راهبرد کلان دفاع سرزمینی در امپراتوری روم بودند، اگرچه این موضوع محل بحث است. در اوایل قرن دوم، امپراتوری روم به اوج گسترش سرزمینی خود رسیده بود و رومیان به جای اینکه دائماً مرزهای خود را مانند قبل در امپراتوری و جمهوری گسترش دهند، موقعیت خود را با تقویت موقعیت استراتژیک خود با مجموعه ای مستحکم کردند. استحکامات و خطوط دفاعی ایجاد شدند.